# Riesenschnauzer
Il Riesenschnauzer, o Schnauzer gigante, è una razza canina tedesca di taglia grande. La traduzione letterale del termine Schnauzer corrisponde al termine italiano baffi o mustacchi, ed è il modo con cui venivano chiamati i "baffi" in Baviera.

## Origini
Le origini più remote di questa razza vanno ricercate negli antichi cani da pastore del Tirolo e nel Bovaro delle Fiandre. Dallo Schnauzer medio, insistendo con il Bovaro delle Fiandre e il molosso germanico, venne fissata intorno al 1880 la razza gigante che, inizialmente cane dei birrai e dei macellai di Monaco di Baviera, si diffuse poi in tutta la Germania e all'estero. Nel 1922 questa razza fu presentata per la prima volta in un'esposizione di razze canine tenutasi all'Aia. Originariamente lo Schnauzer gigante veniva usato come guardiano delle mandrie bovine vista la sua spiccata attitudine alla difesa; successivamente la sua predisposizione all'addestramento lo fece diventare un ottimo collaboratore delle forze dell'ordine in Germania.
L'arrivo in Italia dei Riesenschnauzer va ricondotto al nome di Giuliana Crippa, che ne importò alcuni esemplari per costituire un allevamento nella periferia di Milano. Il suddetto allevamento fu denominato dei "Diavoli Neri".

## Aspetto
| DENTI                    | ERUZIONE      |
| Picozzi                  | 30 giorni     |
| Mediani                  | 28 giorni     |
| Cantoni                  | 25 giorni     |
| Canini                   | 21 giorni     |
| Primo premolare          | 4 mesi        |
| Secondo premolare        | 4-5 settimane |
| Terzo premolare          | 3-4 settimane |
| Quarto premolare         | 3-4 settimane |
| Primo molare             | 4 mesi        |
| Secondo molare superiore | 5-6 mesi      |
| Secondo molare inferiore | 4-5 mesi      |
| Terzo molare inferiore   | 6-7 mesi      |

In un cane bisogna riconoscere tre piani che ne dividono la struttura: il piano sagittale mediano che separa verticalmente il lato destro dal lato sinistro; il piano trasversale mediano che separa la zona craniale da quella caudale; il piano orizzontale mediano che divide la regione dorsale da quella ventrale sottostante.
La testa è robusta e allungata e la sua lunghezza totale è in rapporto di circa 1:2 con la lunghezza del dorso. Il salto fronto-nasale, detto stop, è ben delineato; inoltre gli assi longitudinali del cranio e del muso devono essere paralleli tra di loro; qualora essi convergano o divergano comporterebbero un'alterazione nell'espressione, quindi un difetto. Il muso, meglio detto tartufo, è di colore nero, come anche le labbra, sia negli esemplari a pelo nero che color pepe e sale.
Gli occhi sono scuri e di forma ovale; secondo gli standard si trovano in posizione semi-laterale, quindi una maggiore o minore distanza comporterebbe difetto. Anche un'eventuale forma rotonda dell'occhio verrebbe considerata un difetto.
Il torace è abbastanza largo, e la sua linea inferiore risale verso un addome retratto. Quando la linea inferiore del torace risale troppo verso l'addome, si viene a creare un effetto detto "levrettato", che secondo gli standard comporta difetto grave.
Gli arti devono avere una muscolatura possente, e devono apparire solidi e forti. In particolare è importante che i gomiti degli arti
anteriori siano ben aderenti, e che le scapole siano oblique in modo da poter ottenere una corretta andatura dell'animale. Le scapole dritte costituiscono difetto. I piedi devono essere corti, rotondi, con suole scure e con le dita arcuate in modo da formare i cosiddetti "piedi di gatto". L'andatura del Riesenschnauzer è elegante ma allo stesso tempo imponente; è capace di ampie falcate e sulle brevi distanze è un eccellente galoppatore.
Il mantello è costituito da un pelo ruvido e spesso, e da un sottopelo molto folto e lanoso; entrambi sono per il cane un'ottima protezione contro il caldo e contro il freddo. I tratti più peculiari dello Schnauzer gigante sono la dura barba sul mento e la folta frangia che arriva a coprire gli occhi. Questi tratti distintivi emergono intorno ai trenta giorni di vita. Il mantello si può presentare sia nero che pepe e sale. Per quanto riguarda gli esemplari a pelo nero è importante che questo sia tendenzialmente opaco, in quanto un mantello lucido corrisponderebbe ad assenza di sottopelo. Per gli esemplari pepe e sale invece è importante che il colore sia comunque il più omogeneo possibile.
La dentatura è bianca e robusta, e a volte comporta anch'essa dei difetti. I più diffusi fanno riferimento alla chiusura delle arcate dentarie, e sono la chiusura a tenaglia, il prognatismo e l'enognatismo.

## Carattere
Il Riesenschnauzer o Schnauzer Gigante o semplicemente Riesen è un cane elegante, fiero e che incute rispetto. È molto equilibrato e riflessivo e possiede un'elevata prontezza nella difesa dei suoi padroni, della proprietà o degli animali che ritiene parte del suo branco. Attenzione, riconosce al padrone il ruolo di capobranco solo se egli è fermo nei suoi atteggiamenti. Non consente un sì che si trasforma in no o viceversa; in tal caso sarebbe pronto a prendere lui il comando come se trovasse il padrone in difficoltà. È un cane pronto a dar la vita per il padrone o per la sua famiglia se si sente minacciato. Non è un cane per tutti. Il carattere individualista emerge anche tra i cuccioli; infatti dalle loro attività ludiche non emergono divisioni gerarchiche, in quanto non ci sono né sottomessi né dominanti. In ambito familiare è l'esemplare femmina che si prende cura dei cuccioli fino allo svezzamento, mentre il maschio si allontana rapidamente dalla prole. Di carattere allegro e giocoso è un aiuto splendido e collaborativo in pet therapy; debba egli lavorare con bambini, anziani o disabili, all'aperto o al chiuso. È molto sensibile ai cambi di situazione.
Cane molto affettuoso in famiglia, giocherellone con i bambini che protegge con amore siano essi della famiglia o amici passeggeri.

## Addestramento
Il Riesenschnauzer è un cane forte, veloce, coraggioso e resistente.
Per quanto riguarda l'addestramento è una razza molto valida in quanto accetta positivamente tutto ciò che gli viene insegnato dal suo padrone.
Un tempo l'addestramento iniziava sui 6-7 mesi ora viene iniziato fin dai primi giorni senza guinzaglio con metodo dolce o anche detto gentile. Questo metodo si basa nell'evidenziare al cucciolo le cose esatte premiandolo e segnalando un semplice no quando sbaglia.

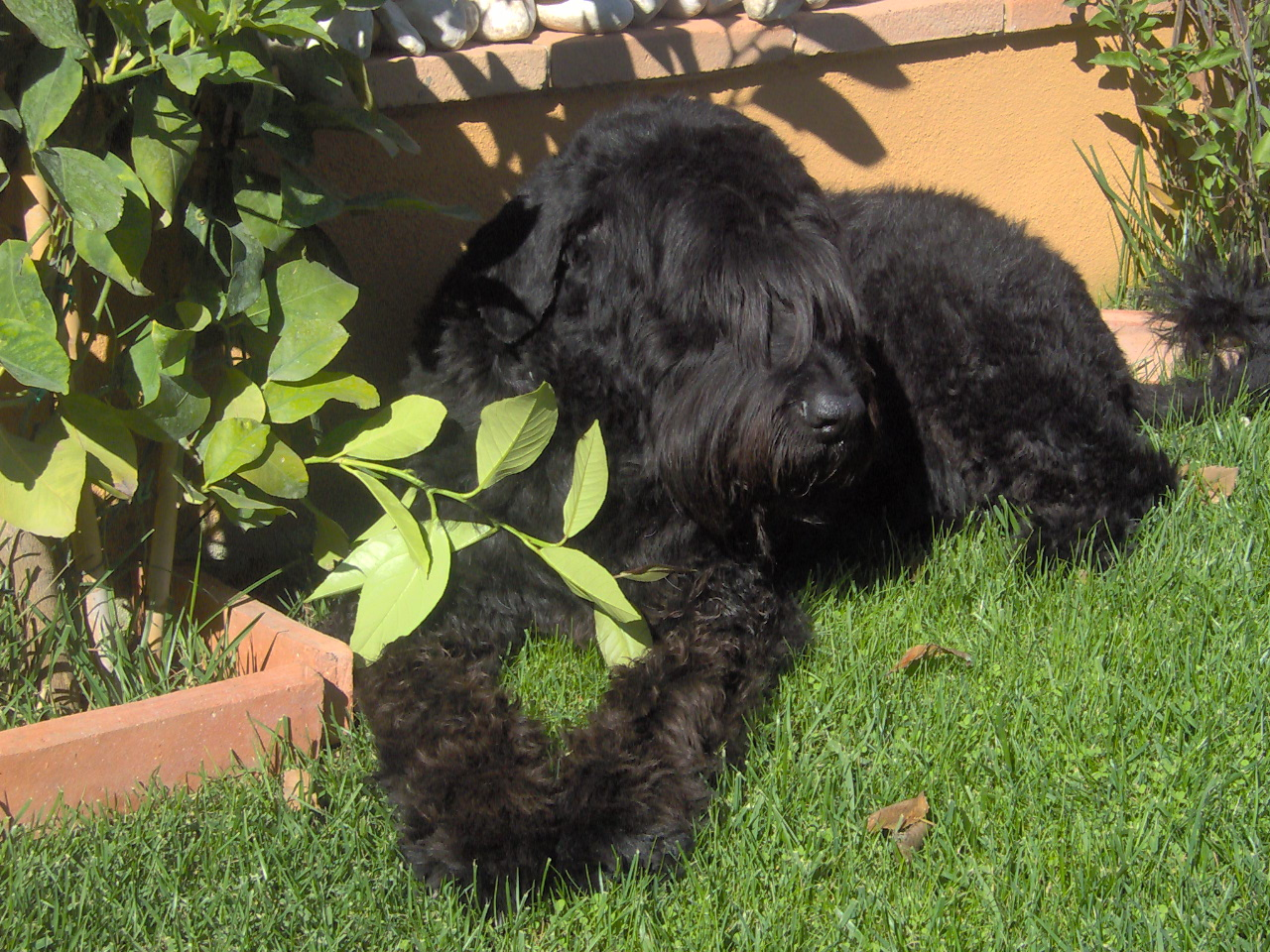
Riesenschnauzer a terra.

1. Il richiamo viene insegnato dal primo giorno che entra in casa facendo attenzione a pronunciare il nome del cane quando si vuole che si avvicini. Attenzione non pronunciate mai il nome prima di "no hai sbagliato", ma solo prima di "Bravo" o "Vieni"
2. la condotta al guinzaglio. Può essere insegnata già a tre mesi e consiste nel far camminare il cucciolo sul fianco sinistro del padrone, anche in casa, prima con o senza guinzaglio. Presa la sicurezza in ambiente chiuso, si procederà ad aumentare le difficoltà all'aperto.
3. il "seduto" e il "terra". Sono entrambi dei comandi abbastanza semplici da apprendere. Il primo viene insegnato col cane di fronte e spostando il braccio in avanti verso il dorso del cane e premiandolo quando si siede. Il secondo comando si insegna partendo appunto dal seduto e tirando in avanti le zampe dell'animale si cercherà di fargli assumere la classica posizione a "sfinge". Entrambi i comandi devono essere seguiti da un premio per il cane ogni volta che quest'ultimo li esegua correttamente.
4. il riporto. Insegnare il riporto deve consistere più che altro in un gioco. È importante per le prime volte che l'esercizio venga fatto in un luogo familiare e con poche distrazioni. Solitamente si utilizza un manubrio in legno,  che il cane dovrà riportare al padrone partendo da brevi distanze, che pian piano diventeranno sempre maggiori. L'esercizio può considerarsi un ottimo indicatore del rapporto e del feeling che c'è tra il cane e il padrone.
5. la guardia all'oggetto. Questo esercizio non viene più considerato tra i comandi dell'addestramento, a causa della sua scarsa utilità. È importante però dire che insegnare un simile esercizio presuppone un precedente insegnamento alla difesa.

Per quanto riguarda l'addestramento alla difesa è importante ricordare che nel Riesenschnauzer si tratta di una peculiarità innata, che con l'addestramento viene solo potenziata e indirizzata.
È per questo che bisogna distinguere tra difesa istintiva e difesa a comando. La prima infatti è una reazione spontanea dell'animale contro chi può rivelarsi una minaccia nei confronti del padrone o degli affetti. La seconda invece è il risultato di un buon addestramento e di una forte intesa tra cane e padrone. È importante a tal proposito che il cane fin da cucciolo stia a stretto contatto con il padrone, e che sia proprio quest'ultimo a seguire il successivo addestramento, accompagnato da un esperto.
L'insegnamento dell'attacco va eseguito in tre: il cane, il padrone e l'esperto figurante. È proprio quest'ultimo che deve impersonificare il potenziale aggressore, munito di apposite protezioni, mentre il padrone dovrà impartire il comando di difesa. L'esercizio risulta terminato quando il tutor si allontana "impaurito" dall'attacco del cane, il quale avrà aumentato la propria autostima.
Come già ripetuto precedentemente, è di rilevante importanza che ci sia una buona intesa tra il padrone e il cane, ma soprattutto che il padrone abbia una personalità tranquilla ed equilibrata; questo perché l'attaccare una persona apparentemente inoffensiva a comando potrebbe risultare comunque un'azione potenzialmente rischiosa.
L'innata tendenza alla difesa ha fatto sì che il Riesenschnauzer venga utilizzato all'estero dalla polizia e altre forze dell'ordine. Inoltre è stato considerato molto valido anche per la pet therapy e il soccorso.

## Toelettatura
Il Riesenschnauzer essendo un cane a pelo duro (detto anche a fil di ferro) ha la caratteristica di perdere il pelo per un breve arco di tempo. Per accorgersi che il pelo è "maturo" si consiglia al proprietario di prendere tra due dita una piccola ciocca di pelo tra le scapole, e una prima della coda; quando il pelo verrà via facilmente da entrambe le parti, egli sarà pronto per il cosiddetto stripping.
Il soggetto potrà dunque essere portato dal toelettatore che pazientemente lo stripperà liberandolo dal pelo superfluo. È un'operazione che deve essere fatta con molta cura e precisione, tenendo sempre conto che ci sono delle zone che non verranno strippate, bensì tosate, come la gola, il petto, le orecchie, le guance, la parte inferiore della coda, l'interno coscia e la zona anale; oppure rifinite con una forbice, come la frangia, la barba, le sopracciglia, i piedi e i baffi. Tutto il resto del corpo, quindi i fianchi, la parte superiore della coda, l'esterno coscia, le spalle e la parte anteriore delle zampe verranno sottoposte allo stripping.
Questo lavoro di stripping a seconda dei soggetti viene effettuato due o tre volte l'anno in base alla crescita del suo pelo; il lavoro di rifinitura invece, il trimming, deve essere eseguito successivamente. Con il trimming, se eseguito correttamente, si possono nascondere o mascherare piccoli difetti estetici.